# Річард Джастін Ладо
Річард Джастін Ладо (англ. Richard Justin Lado, нар. 5 жовтня 1979, Хартум) — південносуданський футболіст, що грав на позиції захисника. Виступав, зокрема, за клуб «Аль-Хіляль» (Омдурман), а також національну збірну Південного Судану.

## Клубна кар'єра
У дорослому футболі дебютував 1999 року виступами за команду «Аль-Хіляль» (Омдурман), в якій провів десять сезонів (до 2009 року). Протягом цього періоду його тричі віддавали в оренду. У сезоні 2003/04 років виступав за єгипетський «Ісмайлі» (у 2004 році разом з командою дійшов до фіналу арабської Ліги чемпіонів), у сезоні 2005/06 років — еміратський «Дібба Аль-Гісн» та в сезоні 2008/09 років — оманський «Маскат».
У 2010 році перейшов у суданський «Аль-Хартум». Завершив кар'єру футболіста у команді «Аль-Малакія».

## Виступи за збірні
2000 року дебютував в офіційних матчах у складі національної збірної Судану. Найкращий період у збірній Судану для Річарда був 2006-2007 рік, коли він регулярно грав у кваліфікації Кубку африканських націй 2008 року. 7 жовтня 2006 року відзначився автоголом у програному (0:1) поєдинку проти Тунісу, ця поразка стала єдиною в кваліфікації (та єдиною втратою очок). 2 червня 2007 року відзначився 2-а голами в переможному (3:0) поєдинку в Омдурмані проти Маврикію. У січні 2008 року зіграв у всіх трьох матчах суданської збірної на кубку африканських націй, в кожному з яких збірна Судана зазнала поразки з рахунком 0:3. Востаннє футболку збірної одягав 11 жовтня 2008 року в поєдинку кваліфікації чемпіонату світу 2010 проти Конго.
У середині липня 2011 року вирішив на міжнародному рівні представляти новостворену збірну Південного Судану. Оскільки Південний Судан не був членом КАФ або ФІФА, на момент виступів Річарда за збірну Судану, він мав право змінити футбольне громадянство та мати можливість виступати за Південний Судан на тих же континентальних і світових змаганнях, в яких раніше виступав за Судан. 10 липня 2012 року в поєдинку проти Уганди відзначився дебютним голом Південного Судану у змаганнях під егідою ФІФА, проте в тому матчі була зафіксована нічия (2:2). 

## Досягнення
«Аль-Хіляль» (Омдурман)
- Прем'єр-ліга Судану
  -  Чемпіон (6): 1999, 2003, 2004, 2006, 2007, 2009

- Кубок Судану
  -  Володар (4): 2000, 2002, 2004, 2009